# Air Centrafrique
Air Centrafrique, även kallat Air Bangui, är ett centralafrikanskt flygbolag. 
Bolaget grundades 1966 som ett samriskföretag mellan det pan-afrikanska bolaget Air Afrique och det franska flygbolaget Union des Transports Aériens. Bolaget var baserat i Centralafrikanska republiken med Bangui som hemmaflygplats och bedrev främst inrikesflyg.
I flygplansflottan ingår bland annat Sud Aviation S.E 210 Caravelle.